# Móra d’Ebre
Móra d’Ebre (spanisch Mora de Ebro) ist eine Stadt im Nordosten Spaniens. Sie ist die Hauptstadt der Comarca Ribera d’Ebre.

## Geografie
Die Stadt liegt im Westen der Provinz Tarragona in der Autonomen Gemeinschaft Katalonien.

### Nachbargemeinden
Einige Nachbargemeinden von Móra d’Ebre sind Ascó, Benissanet, Garcia, Corbera d’Ebre, La Fatarella, Móra la Nova und Tivissa.